# Andersena anomala
Andersena anomala är en stekelart som beskrevs av Boucek 1993. Andersena anomala ingår i släktet Andersena och familjen puppglanssteklar. Inga underarter finns listade i Catalogue of Life.